# Lilium kelloggii
Lilium kelloggii är en liljeväxtart som beskrevs av Carlton Elmer Purdy. Lilium kelloggii ingår i släktet liljor, och familjen liljeväxter. Inga underarter finns listade.

## Bildgalleri

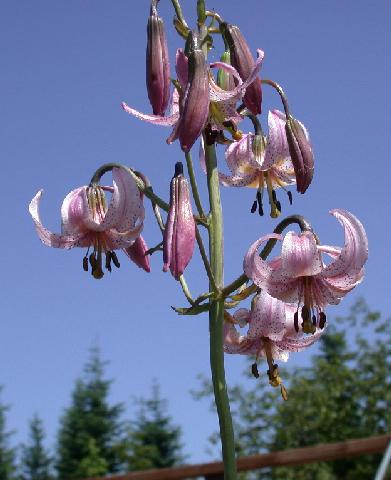